# مفريز (ألقورات)
مفریز (بالفارسية: مافریز) هي مستوطنة تقع في إيران في قسم ألقورات الريفي. يقدر عدد سكانها بـ 88 نسمة .